# Grandvaux (Bourg-en-Lavaux)
Grandvaux (toponimo francese) è una frazione di 1 985 abitanti del comune svizzero di Bourg-en-Lavaux, nel Canton Vaud (distretto di Lavaux-Oron).

## Geografia fisica
Grandvaux si affaccia sul lago di Ginevra.

## Storia

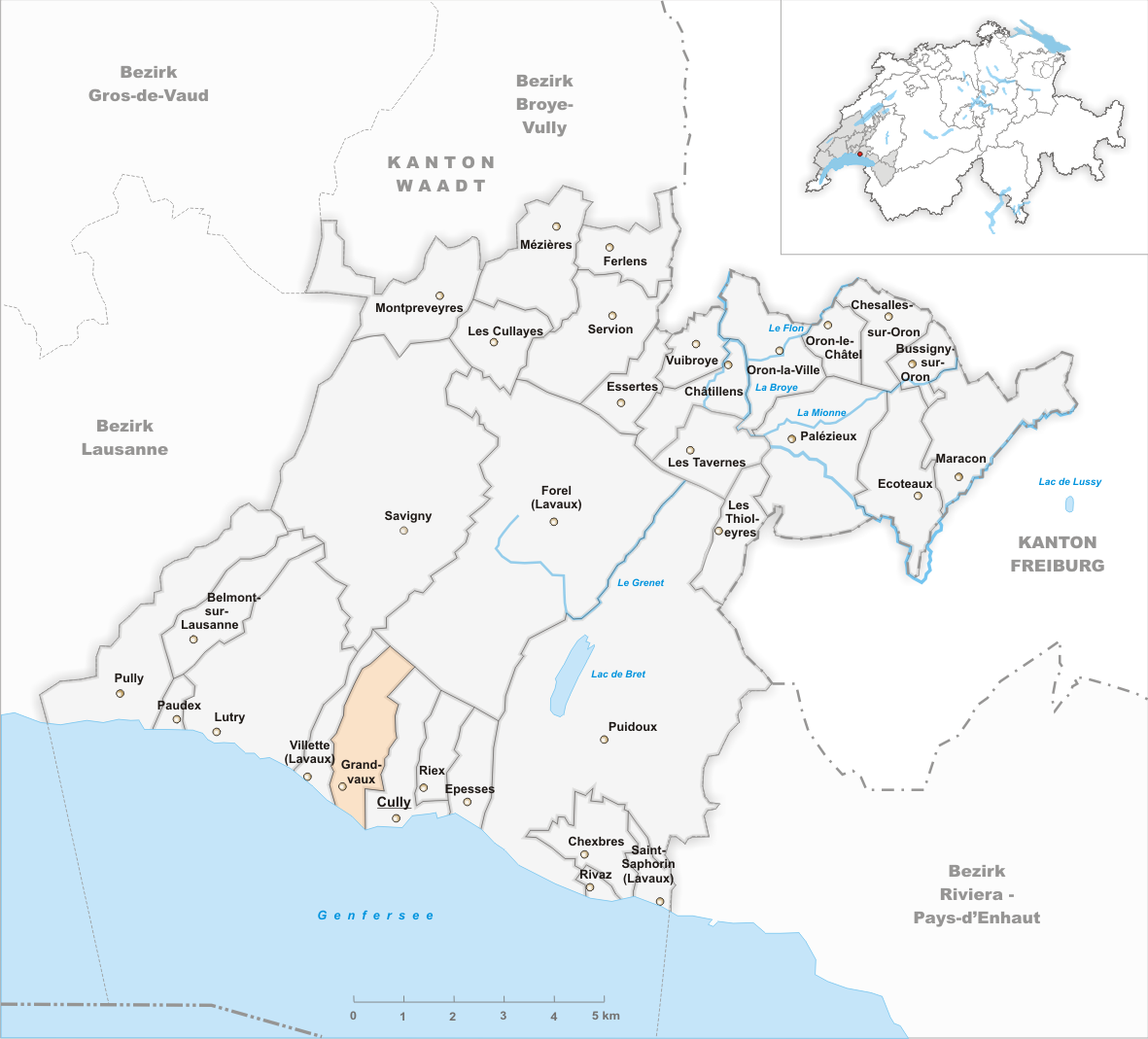
Il territorio del comune di Grandvaux prima degli accorpamenti comunali del 2011

Già comune autonomo istituito nel 1824 per scorporo da quello di Villette, si estendeva per 2,95 km² e comprendeva anche la frazione di Curson. Nel 2011 è stato accorpato agli altri comuni soppressi di Cully, Epesses, Riex e Villette per formare il nuovo comune di Bourg-en-Lavaux.

## Monumenti e luoghi d'interesse

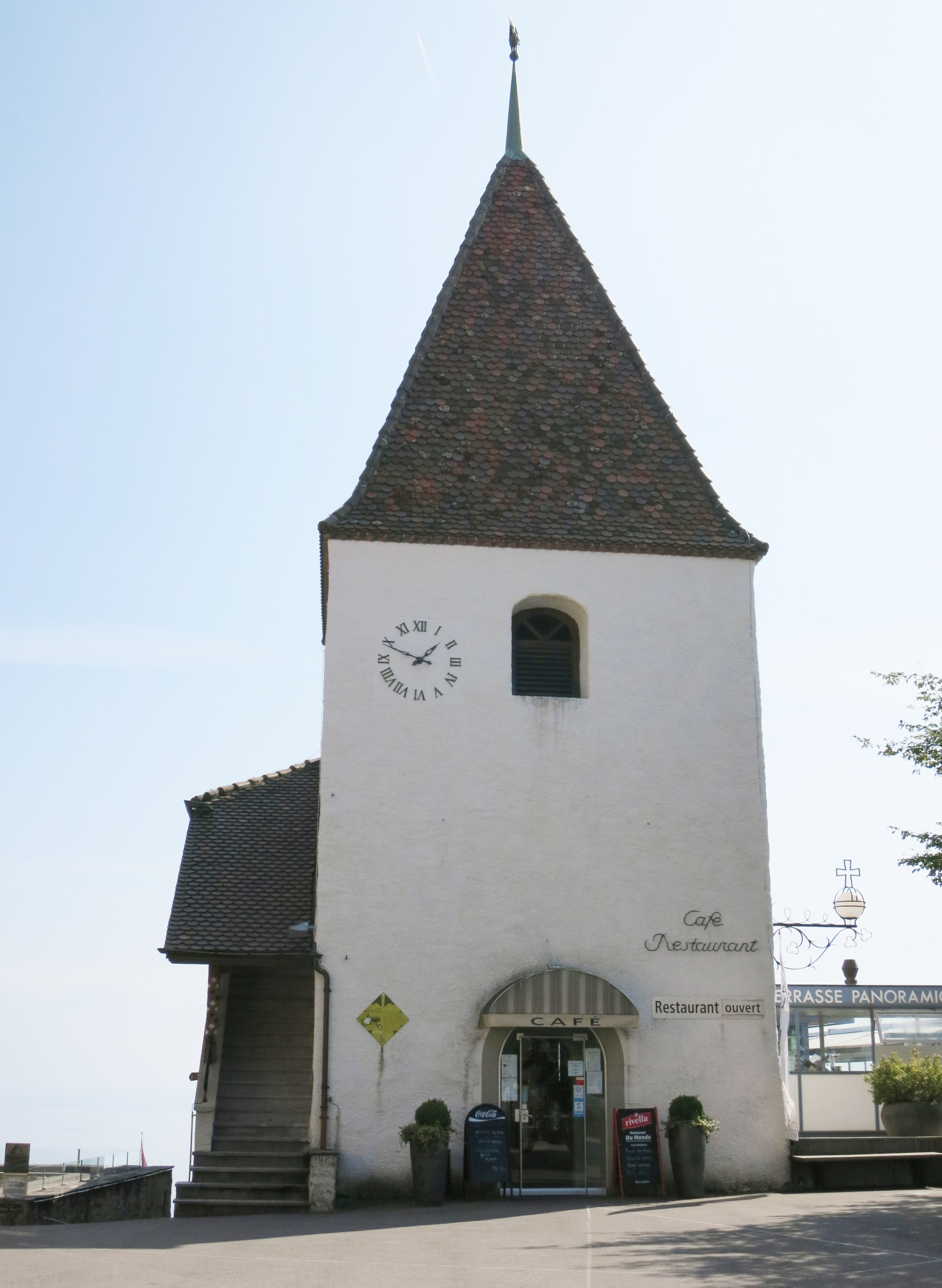
L'ex cappella di San Nicola

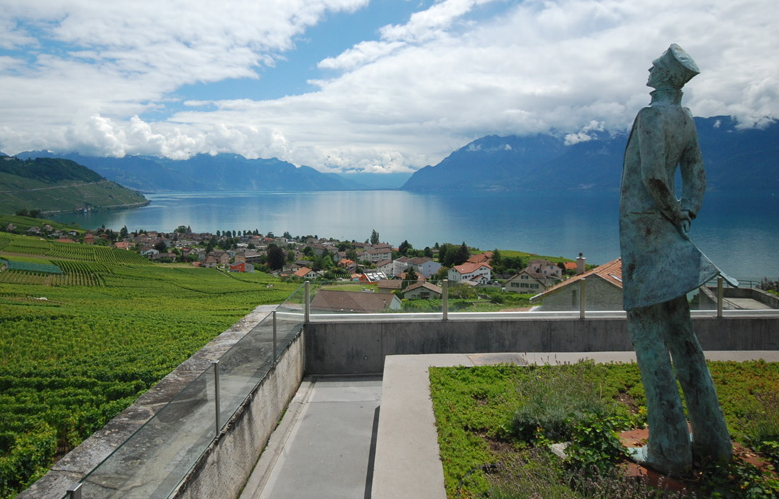
La statua di Corto Maltese

- Chiesa riformata, eretta nel 1635[1];
- Ex cappella di San Nicola, eretta nel XIV secolo e sconsacrata nel 1540[1];
- Statua di Corto Maltese, personaggio dei fumetti di Hugo Pratt.

## Società

### Evoluzione demografica
L'evoluzione demografica è riportata nella seguente tabella:
Abitanti censiti

## Amministrazione
Ogni famiglia originaria del luogo fa parte del cosiddetto comune patriziale e ha la responsabilità della manutenzione di ogni bene ricadente all'interno dei confini della frazione.

## Infrastrutture e trasporti

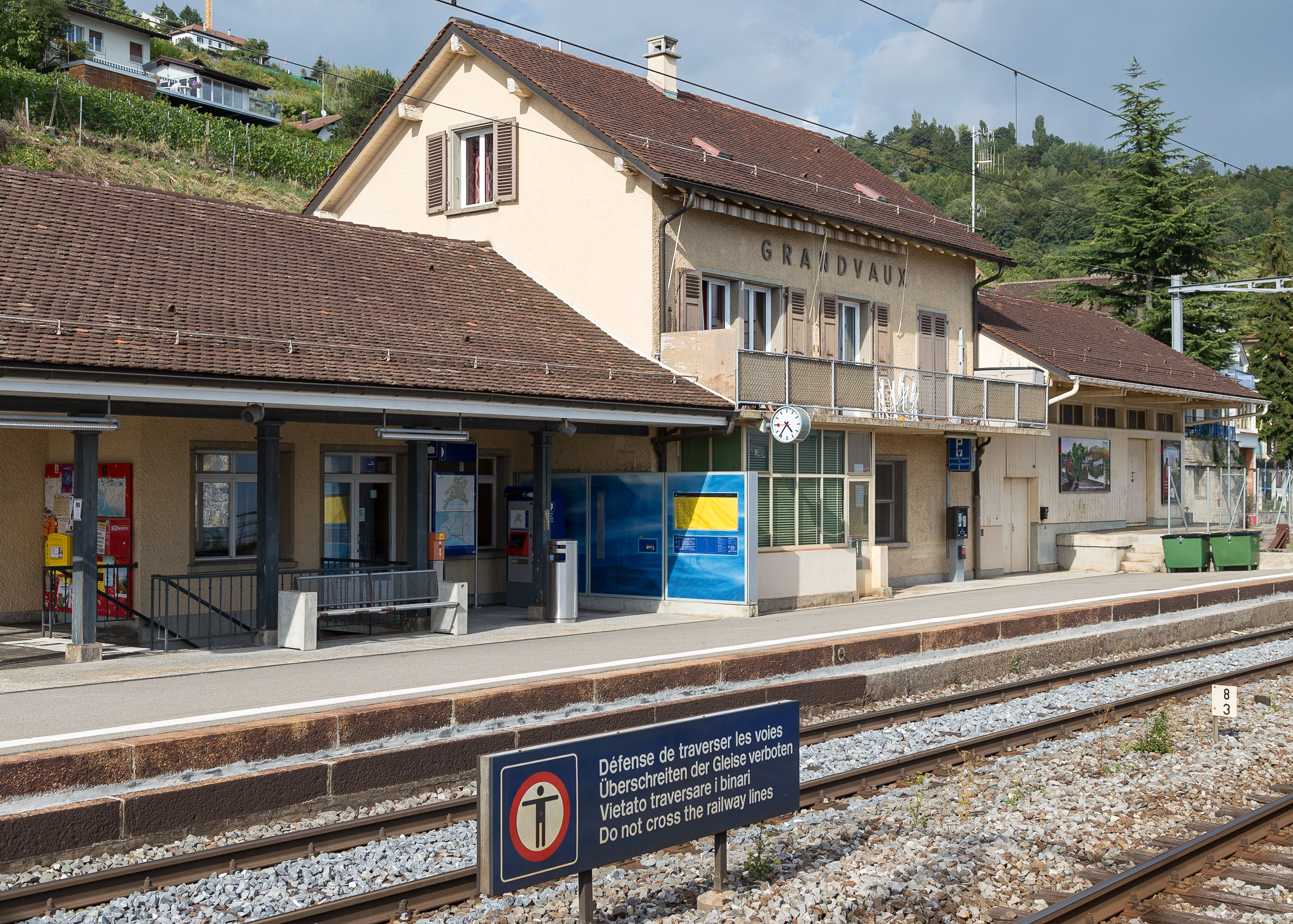
La stazione di Grandvaux

Grandvaux è servito dall'omonima stazione, sulla ferrovia Losanna-Berna.